# Cîzlar, Leova
Cîzlar este un sat din cadrul comunei Cneazevca din raionul Leova, Republica Moldova.

## Demografie

### Structura etnică
Structura etnică a localității conform recensământului populației din 2004:
| Grup etnic                    | Populație | % Procentaj |
| ----------------------------- | --------- | ----------- |
| Băștinași declarați Moldoveni | 94        | 51,37%      |
| Ucraineni                     | 86        | 46,99%      |
| Bulgari                       | 2         | 1,09%       |
| Ruși                          | 1         | 0,55%       |
| Total                         | 183       |             |